# Antreas Melanarkitīs
Antreas Melanarkitīs (in greco: Aντρέας Μελαναρκίτης; Famagosta, 15 ottobre 1985) è un ex calciatore cipriota, di ruolo Difensore.

## Carriera

### Club
Ha giocato nella massima serie cipriota e greca.

### Nazionale
Ha giocato 2 partite per la nazionale cipriota nel 2002.